# Topole (województwo pomorskie)
Topole – osada w Polsce położona w województwie pomorskim, w powiecie chojnickim, w gminie Chojnice.
Osada położona w pobliżu drogi krajowej nr 22, stanowi sołectwo gminy Chojnice w skład którego  wchodzą również miejscowości Karolewo i Władysławek. 
Połączenie komunikacyjne z centrum Chojnic umożliwiają autobusy komunikacji miejskiej (linia nr 8).
Do 1 września 1939 roku zachodnim krańcem miejscowości przebiegała granica polsko-niemiecka.
W latach 1975–1998 miejscowość administracyjnie należała do województwa bydgoskiego.